# Christopher Rice Mansel Talbot
Christopher Rice Mansel Talbot (* 10. Mai 1803 auf Penrice Castle; † 17. Januar 1890), FRS, war ein walisischer Politiker, Industrieller und Adliger. Er war 59 Jahre lang ununterbrochen Abgeordneter im britischen Parlament.

## Kindheit und Erziehung
Talbot entstammte der sich bis auf die Anglonormannen zurückzuführende Familie Talbot. Sein von Lacock Abbey in Wiltshire stammender Urgroßvater John Ivory Talbot hatte Mary Mansel, die Erbin der Besitzungen der Familie Mansel in Glamorgan geheiratet, so dass sein Großvater die Besitzungen 1750 erbte. Talbot war der einzige Sohn von Thomas Mansel Talbot und Maria Lucy Fox Strangways. Sein Vater starb 1813, so dass er im Alter von zehn Jahren der Erbe des mit über 137 km² größten Grundbesitzes von Glamorgan wurde. Bis zu seiner Volljährigkeit 1824 wurde der Besitz von einem Vetter seines Vaters und zwei weiteren Vormunden verwaltet, seine Mutter heiratete 1815 in zweiter Ehe Sir Christopher Cole. Talbot besuchte zunächst eine Privatschule in Wimborne, anschließend von 1814 bis 1817 die Harrow School und studierte anschließend am Oriel College in Oxford, wo er 1824 seinen Abschluss mit Auszeichnung in Mathematik machte.

## Tätigkeit als Abgeordneter
Nachdem sein Stiefvater Christopher Cole auf eine erneute Kandidatur verzichtet hatte, wurde Talbot 1830 als Abgeordneter der Liberal Party für Glamorgan für das House of Commons gewählt. Er gewann auch nach dem Reform Act von 1832 seinen Wahlbezirk bei den folgenden Parlamentswahlen und blieb bis 1885 Abgeordneter für Glamorgan. 1885 wurden die Grenzen seines Wahlbezirks geändert, so dass er von 1885 bis zu seinem Tod Abgeordneter für Mid Glamorgan wurde. 1869 bot ihm Premierminister Gladstone eine Peerwürde an, doch Talbot verzichtete zugunsten seiner Tätigkeit als Abgeordneter im Parlament. Als dienstältester Abgeordneter war er ab 1874 Father of the House des House of Commons.
Von 1848 bis zu seinem Tod bekleidete er das Amt des Lord Lieutenant für Glamorgan.

## Tätigkeit als Industrieller
1831 war Talbot an der Gründung eines Stahlwerks bei Aberavon beteiligt. Um den Ausbau der südwalisischen Industrie zu erleichtern, brachte er 1834 ein Gesetz zum Ausbau des Hafens von Aberavon ein. Der Hafen entwickelte sich rasch zu einem bedeutenden Standort der Schwerindustrie und wurde 1836 Talbot zu Ehren in Port Talbot umbenannt. 1838 erwarb der die Kupferhütte von Taibach. Daneben investierte Talbot auch in den Ausbau des Hafens von Swansea und in den Bau von Eisenbahnen in Südwales. Als bedeutender Anteilseigner war er Vorstandsvorsitzender der South Wales Railway, die 1863 in der Great Western Railway aufging, wo Talbot weiter Vorstandsmitglied blieb.

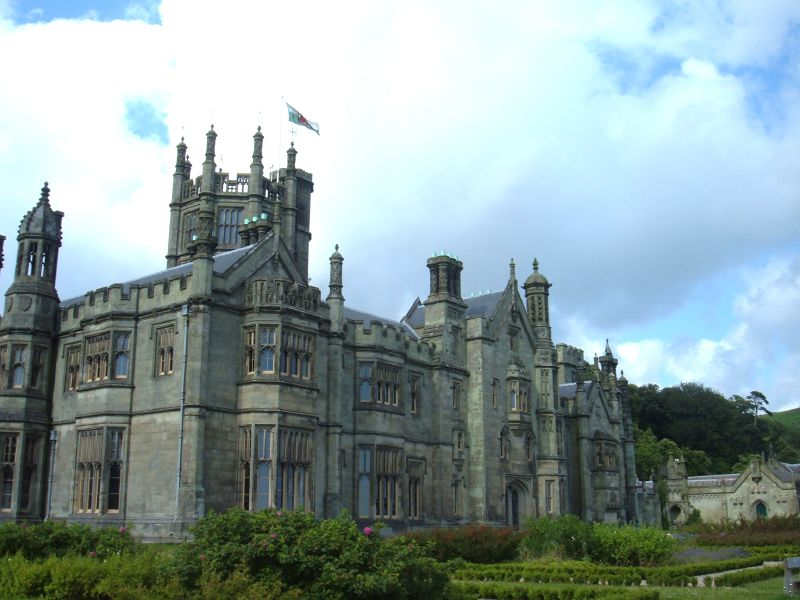
Margam Castle, der Landsitz Talbots

## Privates und Familie
Talbot war zeitlebens ein begeisterter Segler, dem mehrere Rennyachten gehörten. Mit seiner Yacht Lynx nahm er 1869 an der Eröffnung des Suez-Kanals teil. Er war seit 1823 Mitglied im Royal Yacht Club und war von 1851 bis 1861 dessen Vizekommodore. Obwohl selbst Nichtschwimmer, half er 1859 bei der Rettung der Besatzung des verunglückten Segelschiffs Sunda bei Kenfig Sands und wurde dafür als bislang einziger Abgeordneter des House of Commons mit der Silbermedaille der Royal National Lifeboat Institution ausgezeichnet.
Da ihm Penrice Castle, der Landsitz seines Vaters, zu abgelegen war, errichtete er von 1830 bis 1840 bei Margam Abbey, dem traditionsreichen Sitz seiner Vorfahren Margam Castle im Neo-Tudorstil. Er war eng mit seinem Cousin William Henry Fox Talbot befreundet und unterstützte ihn sowie seinen Cousin John Dillwyn Llewelyn bei ihren fotografischen Experimenten. 1831 wurde er zum Mitglied der Royal Society gewählt.
Talbot heiratete am 28. Dezember 1835 Charlotte Butler (1809–1846), eine Tochter von Richard Butler, 1. Earl of Glengall. Das Paar hatte vier Kinder:
- Theodore Talbot (1839–1876)
- Emily Charlotte Talbot (1840–1918)
- Bertha Isabella Talbot (1841–1913) ⚭ 1866 John Fletcher of Saltoun
- Olivia Talbot (1842–1894)

Seine Frau starb bereits im Alter von 37 Jahren auf Malta an Schwindsucht. Der einzige Sohn Theodore starb 1876 an den Folgen eines Reitunfalls, so dass nach Talbots Tod seine unverheiratet gebliebene Tochter Emily Charlotte den Großteil seines auf 6 Mio. £ geschätzten Vermögens erbte. Nach ihrem Tod 1918 erbten die Kinder seiner zweiten Tochter Bertha Isabella den Besitz.